# Oscarklasse
De Oscar I en II (Russisch: Проект 949-Гранит, Project 949 Granit, NAVO-codenaam: Oscar I en Проект 949А-Антей, Project 949A Antej, NAVO-codenaam: Oscar II) waren Sovjetonderzeeërs, gebouwd tijdens de Koude Oorlog. Het waren raketboten gebouwd om NAVO-vlooteenheden aan te vallen. Bij het grote publiek is dit type bekend geworden door de ramp met de Koersk in 2000. Gedurende 25 jaar vormde deze klasse de ruggengraat van de Sovjet onderzeebootvloot. Hoewel ze slechts traag doken en moeilijk manoeuvreerbaar waren, zorgde hun topsnelheid (gemeten in rechte lijn) van ruim 30 knopen ervoor dat deze onderzeeërs hun doel met gemak bijhielden. Tussen 1985 en 2001 werden elf verbeterde boten, Oscars II's van de derde generatie te water gelaten.
De dubbele drukhuid kende een ruimte van 3,5 m tussen binnen- en buitenromp. Hierdoor kon de boot redelijk wat gevechtsschade incasseren. De binnenste romp had een breedte van 8,53 m. Daarnaast beschikte dit type onder andere over een versterkte commandotoren om door het zee-ijs van de Noordelijke IJszee te breken, een radiosextant, twee periscopen en radarmasten en een drijvende antenneboei. Met deze boei kon de Oscar signalen ten behoeve van satellietnavigatie op grote diepte, radioberichten en vuurleidingsinformatie opvangen terwijl hij zich diep onder de ijsschotsen verborgen hield. Op de hek (achtersteven) was een buis aan de staartvin bevestigd waar een sonarkabel doorheen liep.
Aan weerszijden zaten twee rijen met ieder twaalf SS-N-19 Granit-kruisvluchtwapens met een explosieve lading van 1000 kg en een bereik van 550 km. Na ratificatie van het START-verdrag verving de Sovjet-Unie de eventueel aanwezige kernkoppen door conventionele ladingen. De lanceerbuizen waren in een hoek van 40° tussen binnen- en buitenromp geplaatst. Deze buizen werden per twee door een luik afgesloten.
De torpedobuizen konden niet alleen torpedo's, maar ook korteafstands-antischeepsraketten lanceren. Normaliter droeg de Oscar een combinatie van 24 wapens naast zijn type 40-torpedo's.

## Koersk
Op 12 augustus 2000 veroorzaakte lekkende waterstofperoxide uit een type 65-oefentorpedo van 650 mm een explosie aan boord van de onderzeeër Koersk, doordat de erg vluchtige peroxide met kerosine en metaal in aanraking kwam. Dit had een tweede explosie tot gevolg, waarna de boot zonk en de voltallige bemanning omkwam.